# Cozi Zuehlsdorff
Cozi Zuehlsdorff (Contea di Orange, 3 agosto 1998) è un'attrice e cantautrice statunitense.
È conosciuta principalmente per aver recitato nel film L'incredibile storia di Winter il delfino e nel sequel L'incredibile storia di Winter il delfino 2.

## Biografia
Cozi Zuehlsdorff è nata in California in una famiglia di musicisti. Ha iniziato la sua carriera di attrice all'età di 8 anni, in una compagnia teatrale locale. Successivamente ha preso parte a produzioni televisive e cinematografiche, nonché a vari spot pubblicitari.
Nel 2011 ha ottenuto il suo primo ruolo principale nel film L'incredibile storia di Winter il delfino, al fianco di Morgan Freeman, Harry Connick Jr., Ashley Judd, Kris Kristofferson e Nathan Gamble. Nel 2014 ha preso parte al sequel L'incredibile storia di Winter il delfino 2. Dal 2011 al 2013 è apparsa inoltre in varie produzioni televisive, tra cui le serie Monday Mornings e Liv e Maddie. Dal 2013 al 2014 ha fatto parte del cast della serie televisiva Mighty Med - Pronto soccorso eroi.
Oltre a recitare, è anche una cantante e musicista, ha studiato pianoforte per 8 anni. Come cantante ha prestato la sua voce in alcuni episodi della serie animata Sofia la principessa. La sua prima esperienza come cantautrice è stata nel 2013, anno in cui ha inciso il brano Brave Souls, inserito successivamente nei titoli di coda del film L'incredibile storia di Winter il delfino 2. Nel 2014, dopo il successo di Brave Souls, ha continuato la sua attività di cantautrice con il suo EP di debutto Originals. A marzo del 2015 ha collaborato con l'artista Hellberg nel brano The Girl. A novembre dello stesso anno ha pubblicato il singolo Handpainted (Brennley's Song).

## Filmografia

### Attrice

#### Cinema
- L'incredibile storia di Winter il delfino (Dolphin Tale), regia di Charles Martin Smith (2011)
- L'incredibile storia di Winter il delfino 2 (Dolphin Tale 2), regia di Charles Martin Smith (2014)
- A Taylor Story, regia di Alex Yonks - cortometraggio (2016)

#### Televisione
- Bits and Pieces - film TV (2012)
- Monday Mornings - serie TV, episodio 1x02 (2013)
- Liv e Maddie - serie TV, episodi 1x04, 1x05 (2013)
- Mighty Med - Pronto soccorso eroi (Mighty Med) - serie TV, 11 episodi (2013-2014)
- Code Black - serie TV, episodio 1x10 (2015)
- K.C. Agente Segreto (K.C. Undercover) - serie TV, episodio 2x13 (2016)
- Freaky Friday, regia di Steve Carr – film TV (2018)

### Doppiatrice
- Whisker Haven Tales with the Palace Pets - serie TV, episodio 2x11 (2016)
- Sofia la principessa (Sofia the First) - serie TV, episodi 1x15-2x26-3x24 (2013-2016)

## Doppiatrici italiane
Nelle versioni in italiano delle opere in cui ha recitato, Cozi Zuehlsdorff è stata doppiata da:
- Agnese Marteddu in L'incredibile storia di Winter il delfino, L'incredibile storia di Winter il delfino 2
- Valentina Pallavicino Mighty Med - Pronto soccorso eroi
- Lucrezia Marricchi in Liv e Maddie
- Eleonora Reti in K.C. Agente Segreto
- Emanuela Ionica in Code Black
- Virginia Brunetti in Freaky Friday

## Discografia
- 2014 - Originals

## Riconoscimenti
- 2012 – Young Artist Awards[11]
  - Candidatura come Miglior giovane attrice non protagonista in un film per L'incredibile storia di Winter il delfino
- 2015 – Young Artist Awards[12]
  - Candidatura come Miglior giovane attrice protagonista in un film per L'incredibile storia di Winter il delfino 2